# 朱从玖

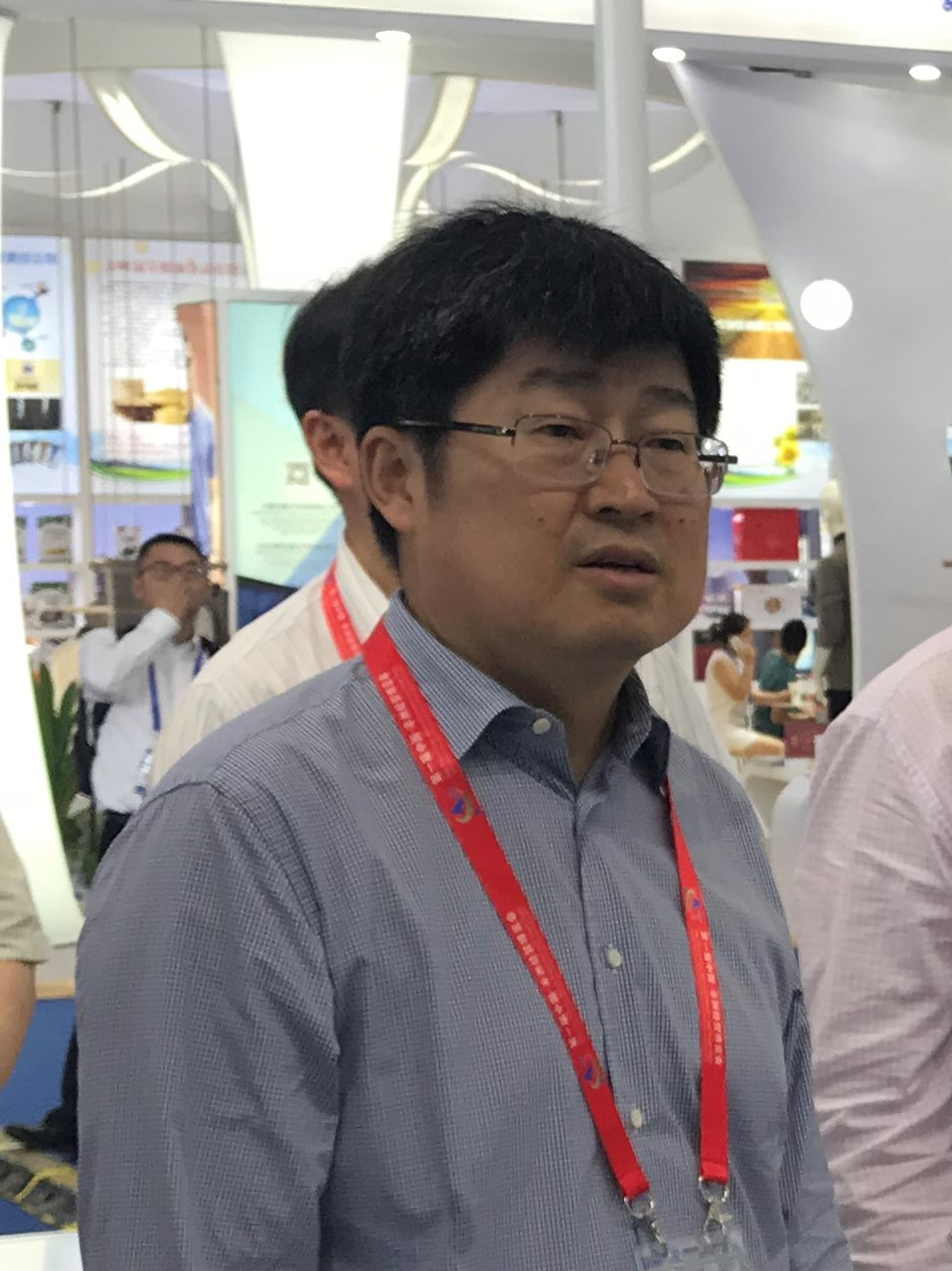
朱从玖（2019年）

朱从玖（1965年3月—），男，安徽肥西人，中华人民共和国金融人物。1988年8月参加工作，1985年7月加入中国共产党。研究生学历，经济学硕士、工商管理硕士，经济师。第十届、十一届全国政协委员。

## 生平
早年毕业于安徽财贸学院财政金融系财政金融专业和中国人民银行研究生部货币银行学专业。研究生毕业后分配到中国人民银行，任金融管理司干部。
1992年，调入中国证券监督管理委员会，历任办公室干部、办公室副主任兼国务院证券委办公室副主任、证监会机关服务中心主任，深圳证券监管专员办专员。为中国证监会首任主席刘鸿儒的秘书。
1999年4月，出任上海证券交易所副总经理、党委副书记；2000年5月升任上海证券交易所总经理、党委书记，成为上交所历史上最年轻的总经理。
2008年1月，任中国证券监督管理委员会主席助理、党委委员兼发行监管部主任（2011年9月不再兼任）。2008年，当选第十一届全国政协委员，代表中华全国青年联合会，分入第十六组。
2012年5月，调任浙江省人民政府副省长、党组成员。2022年6月，担任浙江省副省长已有10年的朱从玖履新浙江省政协党组成员。并于翌年1月当选为浙江省政协副主席。
2023年5月，因涉嫌严重违纪违法接受中央纪委国家监委纪律审查和监察调查。11月7日被雙開，中央纪委国家监委通报其妄议党中央大政方针和重大决定，私自携带违禁书籍入境并长期阅看，违规干预和插手市场经济活动及执法司法活动，违规为亲属和他人在入职录用、职务晋升等方面谋取利益，违规收受礼品礼金。
2024年11月19日，江西省赣州市中级人民法院一审宣判，被告人朱从玖收受賄賂1.05億餘元，以受贿罪判处无期徒刑，剥夺政治权利终身，并处没收个人全部财产；对其受贿所得财物及孳息依法予以追缴，上缴国库。